# Державний музей прикладного мистецтва Узбекистану
Державний Музей прикладного мистецтва Узбекистану (узб. Amaliy sana't muzeyi) — музей Декоративно-ужиткового мистецтва у столиці Узбекистану місті Ташкенті; унікальне зібрання творів узбецьких народних майстрів і майстринь.

## Розташування і будинок музею
Державний Музей прикладного мистецтва Узбекистану міститься у прилаштованій історичній вишуканій будівлі, й розташований за адресою: 
вул. Ракатбоші, буд. 15, м. Ташкент—700031 (Узбекистан).
Заклад працює щодня — від 09:00 до 18:00 години.
Музей розташований в будівлі палацу, що в минулому належав російському дипломатові Олександру Половцеву, відомому своїм уважним ставленням до архітектури та мистецтва. Будинок сам являє собою взірець архітектурно-декоративного мистецтва. Побудований наприкінці XIX століття, палац усередині дуже багато декорований. Архітектурний декор, різьблення по ганчу, різьблення та розпис по дереву виконані узбецькими народними майстрами: Уста Т. Арсланкуловим, А. Казимджановим (Ташкент), Уста Ширіном Мурадовим (Бухара), Уста А. Палвановим (Хіва), Уста Абдуллою (Ріштан). 
Під час Першої світової війни у цій будівлі жили полонені австрійські офіцери. У 1920-ті (після Жовтневого перевороту) в будинку до середини 1930-х років розміщувався дитячий будинок. А починаючи від 1938 року тут свою адресу знайшло музейне зібрання витворів узбецького прикладного мистецтва.

## З історії музею
Музей прикладного мистецтва в Ташкенті був заснований у 1937 році на базі тимчасової виставки кустарних ремесел. 
Ще 1927 року в Ташкенті було організовано виставку зразків найкращих творів майстрів Узбекистану. Невдовзі вона переросла в постійну експозицію і отримала назву «Виставка народного господарства Узбекистану». З кожним роком накопичувалися експонати, придбавалися вироби минулих століть: вишивки ручної роботи, тюбетейки, ювелірні прикраси, килими та інші зразки народного ужиткового мистецтва. 
Са́ме твори народного прикладного мистецтва цієї колекції і стали основою Музею кустарних ремесел, відкритого 7 липня 1937 року. 
Від 1938 року музей розмістився у вишуканій палацовій будівлі (див. вище). 
У 1941 та 1961 роках у роботі музею були вимушені перерви, викликані необхідними роботами з реставрації музейного приміщення. 
У 1960 році музейний заклад отримав назву «Постійно діюча виставка прикладного мистецтва Узбекистану». 
У 1970 році було здійснено чергову реконструкцію будівлі музею. 
У 1997 році музей офіційно перейшов у відання Міністерства у справах культури Республіки Узбекистан і отримав статус «Державного музею Прикладного мистецтва» (свою сучасну назву).

## Експозиція
У Державному Музеї прикладного мистецтва Узбекистану зберігається й експонується понад 7 тисяч експонатів і предметів декоративно-ужиткового мистецтва та ремесел (кераміка, золоте шитво, килими, картини, шовк і ювелірні прикраси) роботи найкращих майстрів і майстринь Узбекистану, що охоплюють період від 1-ї половини XIX століття до наших днів. 
Експонати, що зберігаються у фондах музею, в художньому відношенні можна розділити на 3 групи: 
- твори прикладного мистецтва, створені на основі стародавніх традицій і пов'язані з відомим школами;
- твори прикладного мистецтва, збагачені художніми орнаментами, створені, починаючи від 2-ї половини ХХ століття, з урахуванням традиційних методів народних майстрів;
- третя умовна група складається з творів сучасного мистецтва, прикрашених різнокольоровими орнаментами на основі розвитку сучасного прикладного мистецтва.

Зібрані в запасниках музею експонати зберігаються в колекціях, розділених за 20 найменуваннями, за ними ж демонструються твори у постійно діючій експозиції.
Набільшими колекціями Державного Музею прикладного мистецтва Узбекистану є зібрання кераміки, порцеляни, скла, ручної вишивки, тюбетейок, машинної вишивки, узбецького національного одягу, золотого шитва, килимів, різьблення і розписів по дереву, музичних інструментів, ювелірних виробів, чеканки по металу, ножів.

## Виноски
1. ↑  Музей прикладного мистецтва Узбекистану на www.tashkent-hotels.com (рос.)